# Campodea rhopalota
Campodea rhopalota är en urinsektsart som beskrevs av Denis 1930. Campodea rhopalota ingår i släktet Campodea och familjen Campodeidae. Inga underarter finns listade.